# Beppie Melissen
 (octobre 2018).
 (octobre 2022).
Beppie Melissen, née le 26 mai 1951 à Mijdrecht, est une actrice  néerlandaise.
Beppie Melissen est  connue pour ses rôles d'invitée dans la série télévisée Jiskefet.
Elle a joué dans des séries télévisées telles que Inspecteur de Cock (Baantjer), IC et Wet & Waan et dans de nombreux films, dont Advocaat van de Hanen et Het Zakmes avec Adelheid Roosen.

## Filmographie

### Partielles
- 1984 : Miroirs Brisés de Marleen Gorris[2]
- 1992 : The Pocket-knife de Ben Sombogaart : Strenge juf[3]
- 1997 : Inspecteur de Cock (Baantjer, épisode De Cock en de bittere moord) : Jetje van Eijk
- 2000 : Inspecteur de Cock (Baantjer, épisode De Cock en de moord op de tuin) : Ans de Greef
- 2007 : Nadine de Erik de Bruyn : Moeder Nadine[4]
- 2008 : Morrison krijgt een zusje de Barbara Bredero : Mevrouw Verkerk[5]
- 2009 : Stricken de Reinout Oerlemans : Moeder Carmen[6]
- 2011 : Vipers Nest de Will Koopman[7]
- 2011 : The Heineken Kidnapping de Maarten Treurniet : Mevrouw Humbrechts[8]
- 2013 : Monstres Academy : Decaan Hardscrabble (voix)
- 2016 : Family Weekend de Pieter van Rijn : Moeder Corrie[9]
- 2016 : Tonio de Paula van der Oest[10]
- 2019- Oogappels : Moeder Tim
- 2019 : Familie Kruys : Ada
- 2019 : Wat is dan liefde : Elly
- 2019 : Kapsalon Romy de Mischa Kamp : Stine Rasmussen
- 2019 : De Liefhebbers : Lea
- 2019 : DNA : Betty
- 2020 : Nieuw zeer : différents rôles
- 2021 : Luizenmoeder : Janny

## Voix françaises
- Frédérique Cantrel dans Jardins secrets (2006-2009)